# 光合积木工作室
光合积木工作室是中国大陆一个主要为影视、动画、游戏等配音的团队，创立于2010年。参与了中国国内许多知名动漫的配音工作，如游戏仙剑奇侠传系列的《仙剑奇侠传五》《仙剑奇侠传四》《仙剑奇侠传五前传》《仙剑奇侠传六》的配音工作都有光合积木的参与。